# Pangium
Pangium es un género de plantas de plantas fanerógamas con tres especies de arbustos perteneciente a la familia de las achariáceas.
Su fruto y semillas son venenosos.

## Ecología y cultivo
El árbol tarda muchos años en madurar, por lo que es más frecuente cosechar los frutos de especímenes salvajes.
Sus semillas son venenosas para los humanos. No obstante, son parte de la dieta del babirusa.

## Especies
- Pangium ceramense
- Pangium edule
- Pangium naumanni